# Dovev
Dovev (hebrejsky דּוֹבֵ״ב‎, v oficiálním přepisu do angličtiny Dovev) je vesnice typu mošav v Izraeli, v Severním distriktu, v oblastní radě Merom ha-Galil.

## Geografie
Leží v nadmořské výšce 773 m v kopcích Horní Galileje, přímo na hranicích s Libanonem. Vesnice se nachází na mírně zvlněné náhorní plošině přecházející plynule do Libanonu. Severně od vesnice stojí přímo na hranici hora Har Dovev, ze které k jihozápadu stéká vádí Nachal Gdajim. To ústí do vádí Nachal Dovev. Údolí Nachal Dovev obtáčí vesnici z jižní a východní strany. Na jeho protějším břehu stojí hora Har Godrim. Jižně od vesnice, na opačném břehu Nachal Dovev se rozkládá kopcovitá zalesněná krajina na svazích hory Har Sasa, ze které sem přitékají boční vádí Nachal Tapuchim, Nachal Sasa a Nachal Godrim. Jihovýchodně od vesnice stojí turisticky využívaná archeologická lokalita starověkého židovského a později arabského sídla Bar'am (respektive Kafr Bir'im) vysídleného po roce 1948, a okolo ní les Bar'am.
Mošav je situován přibližně 15 km na západ od údolí Jordánu, konkrétně od Chulského údolí, přibližně 122 km severovýchodně od centra Tel Avivu, přibližně 47 km severovýchodně od centra Haify a 12 km severozápadně od Safedu. Dovev obývají Židé, přičemž osídlení v tomto regionu je etnicky převážně židovské. Pouze 5 km na jihovýchod leží město Džiš, které obývají izraelští Arabové a 7 km na východ vesnice Richanija, kterou obývají izraelští Čerkesové.
Obec Dovev je na dopravní síť napojena pomocí lokální silnice číslo 899, která sleduje izraelsko-libanonské hranice.

## Dějiny

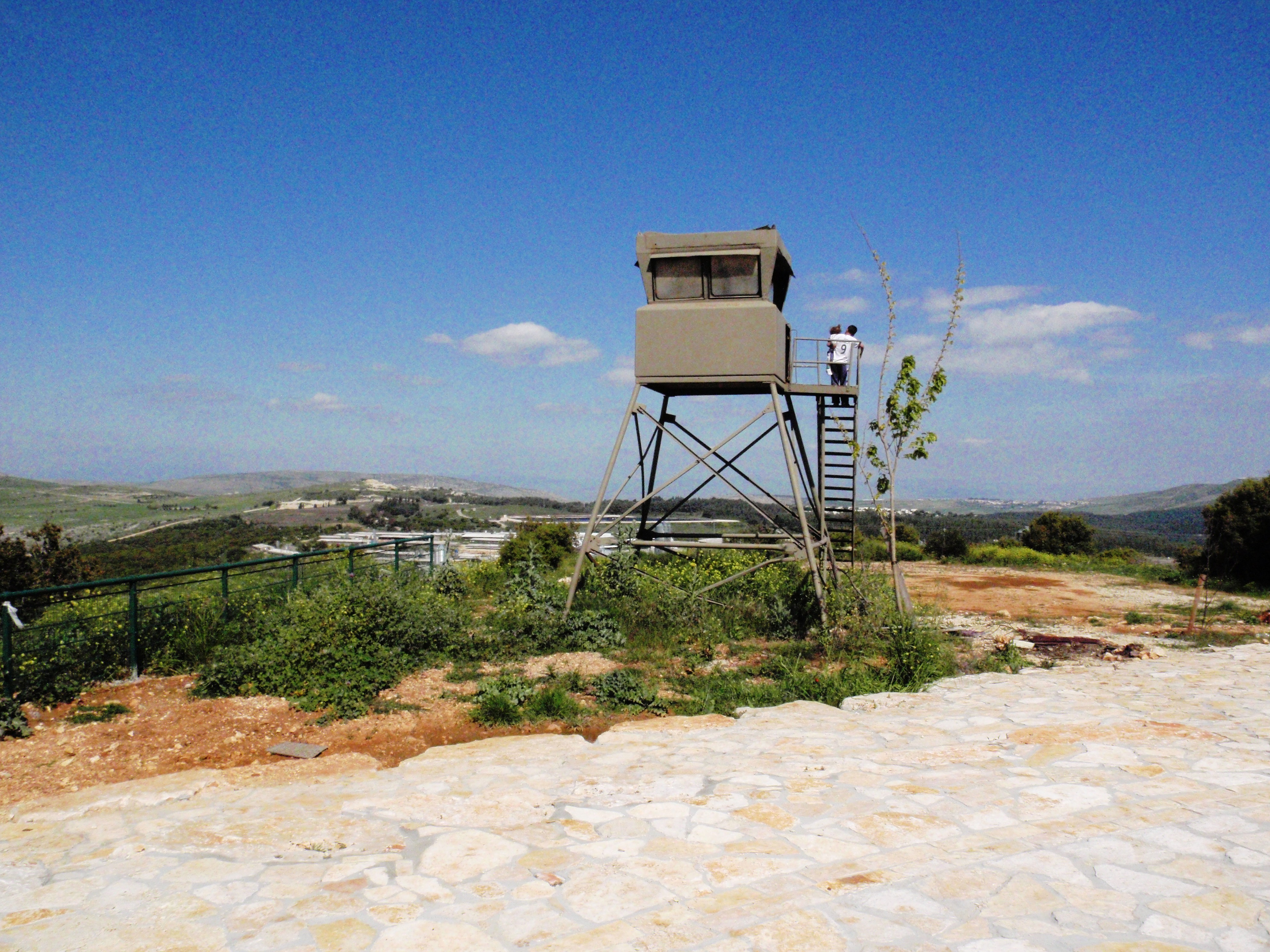
Vyhlídková věž v Dovev

Vesnice Dovev byla založena roku 1963. Jejími zakladateli byli židovští přistěhovalci z Maroka a z Íránu. Pojmenována byla podle sionistického předáka a bývalého starosty Tel Avivu Davida Blocha Blumenfelda. Název obce je tvořen akronymem jeho jména DBB.
Blízkost libanonské hranice vedla k častému zhoršení bezpečnostní situace. Například v listopadu 1974 byl mošav terčem ostřelování raketami Kaťuša z Libanonu.
Místní ekonomika je založena na zemědělství. Část obyvatel za prací dojíždí mimo obec. V Dovev je k dispozici zařízení předškolní péče o děti. Základní škola je v kibucu Sasa. Obec plánuje stavební expanzi a nabízí 96 pozemků k výstavbě rodinných domů.

## Demografie

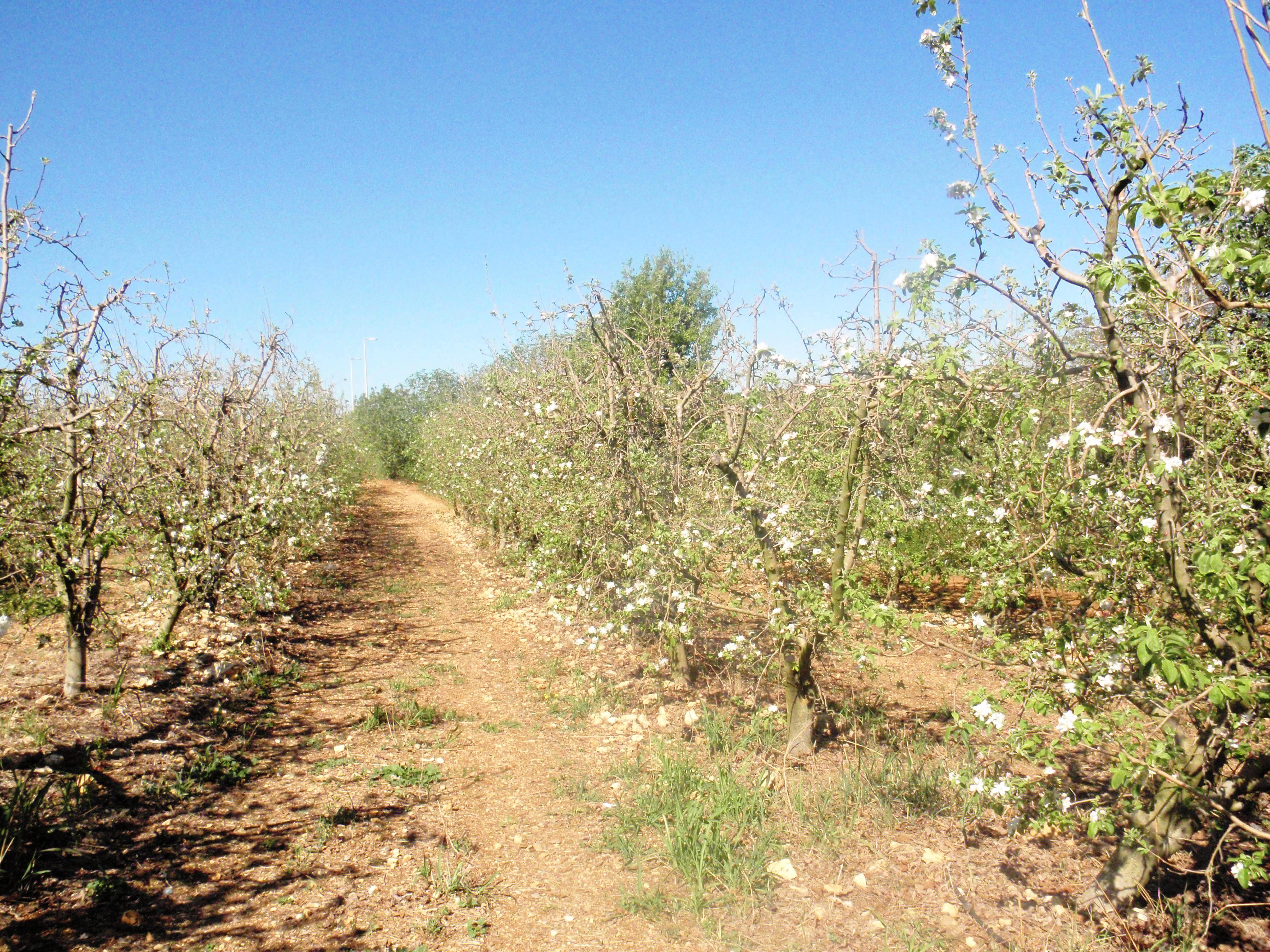
Ovocné sady u mošavu Dovev

Obyvatelstvo Dovev je smíšené, tedy sekulární i nábožensky založené. Podle údajů z roku 2014 tvořili populaci v Dovev Židé (včetně statistické kategorie „ostatní“, která zahrnuje nearabské obyvatele židovského původu ale bez formální příslušnosti k židovskému náboženství).
Jde o menší sídlo vesnického typu s dlouhodobě stagnujícím počtem obyvatel. K 31. prosinci 2014 zde žilo 470 lidí. Během roku 2014 populace klesla o 3,3 %.
| Rok            | 1972 | 1983 | 1995 | 2001 | 2003 | 2004 | 2005 | 2006 | 2007 | 2008 | 2009 | 2010 | 2011 | 2012 | 2013 | 2014 |
| -------------- | ---- | ---- | ---- | ---- | ---- | ---- | ---- | ---- | ---- | ---- | ---- | ---- | ---- | ---- | ---- | ---- |
| Počet obyvatel | 258  | 347  | 364  | 405  | 418  | 430  | 433  | 443  | 447  | 459  | 477  | 506  | 501  | 496  | 486  | 470  |